# 三重県道505号四日市港松原線
三重県道505号四日市港松原線（みえけんどう505ごう よっかいちこうまつばらせん）は、三重県四日市市を通る一般県道である。

## 概要
四日市市富田一色町から四日市市松原町に至る。

### 路線データ
- 起点：四日市市富田一色町（字東浜州1020の7番地先[2]）
- 終点：四日市市松原町（738番地先[2]：松原町交差点、国道1号交点）
- 総延長：896 m

## 歴史
- 1959年（昭和34年）1月25日 - 「三重県道505号四日市港松原線」が路線認定される[1]。
- 2007年（平成19年）3月30日 - 終点表記を「一級国道一号線交点」から「一般国道一号交点」に変更[3]。

## 路線状況

### 交通量
| 平日12時間        | 平日24時間        |
| 2005年度⇒2010年度 | 2005年度⇒2010年度 |
| ----------------- | ----------------- |
| 2,414台⇒2,351台   | 3,162台⇒3,150台   |

## 地理

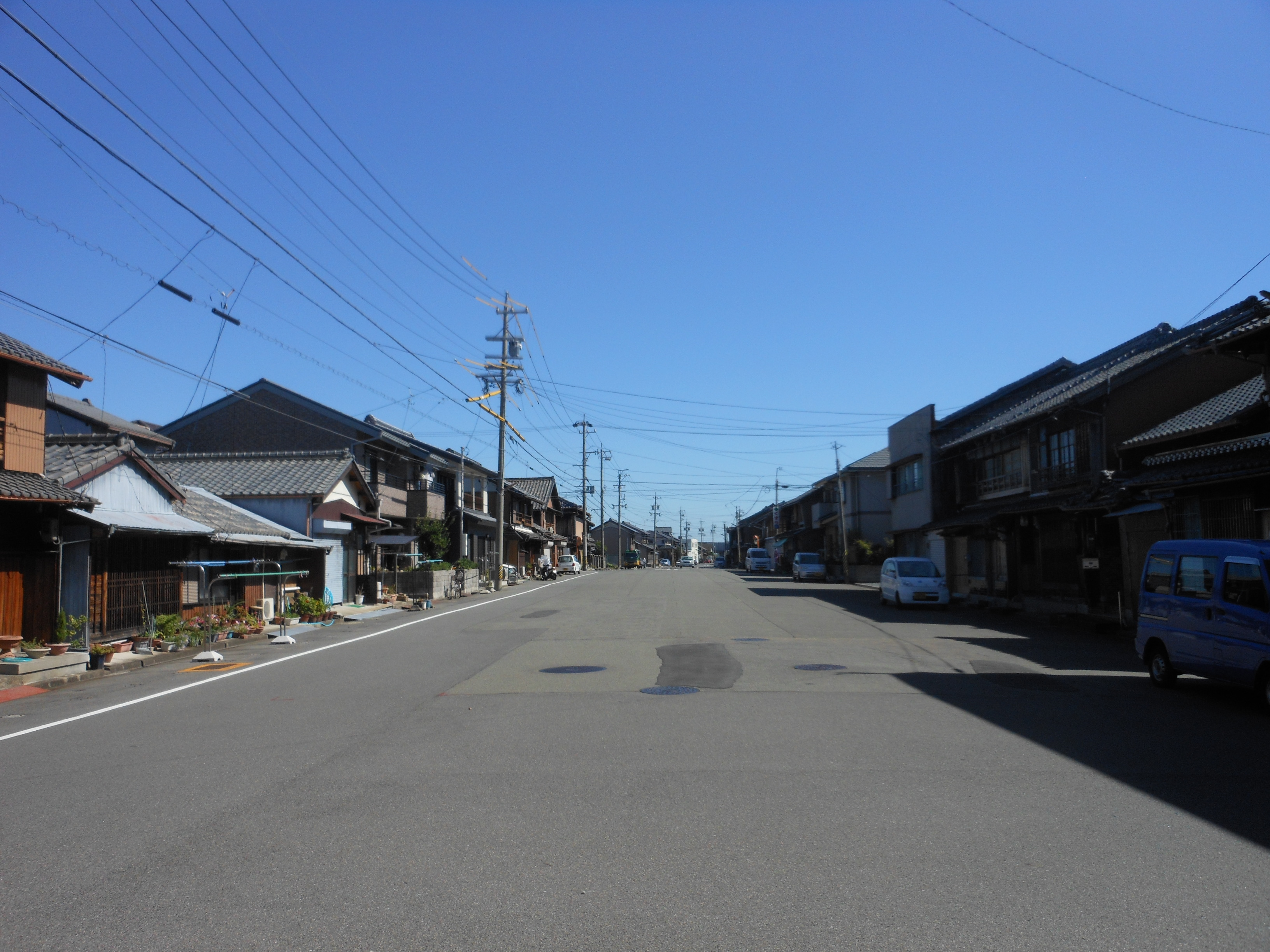
沿線風景（四日市市富田一色町）

### 通過する自治体
- 四日市市

### 交差する道路
| 交差する道路                     | 交差する場所 | 交差する場所        |
| -------------------------------- | ------------ | ------------------- |
| 国道23号 / 名四バイパス          | 富田一色町   | 起点                |
| 三重県道401号桑名四日市線        | 富州原町     | 海運橋西詰交差点    |
| 国道1号 三重県道26号四日市多度線 | 松原町       | 松原町交差点 / 終点 |

### 沿線
- 四日市港（富洲原港）
- 飛鳥神社
- 龍泉寺
- イオンモール四日市北
- 百五銀行富田支店